# 雷诺尼都纪事
《雷诺尼都纪事》是一款由日本Falcom公司制作和发行的电子角色扮演游戏。本游戏最初于1985年在PC-8801、X1、PC-8001、PC-9801、FM-7和MSX发行，增强版游戏后移植至世嘉土星和Windows。
游戏开始时，玩家在没有介绍的情况下直接控制主人公。玩家为了让游戏进度向前，需要与国王交谈来得到少量的必需品和金钱来进行训练。
本游戏在日本共售出40万份。